# Gare de Lörrach-Haagen/Messe
La gare de Lörrach-Haagen/Messe est une gare située à Lörrach, dans le Bade-Wurtemberg.

## Situation ferroviaire
La gare est située au point kilométrique (PK) 9,06 de la Wiesentalbahn (ligne entre Bâle et Zell im Wiesenthal).

## Service voyageurs

### Desserte
| Origine       | Arrêt précédent           | Train | Train | Train | Arrêt suivant     | Destination           |
| ------------- | ------------------------- | ----- | ----- | ----- | ----------------- | --------------------- |
| Weil am Rhein | Lörrach-Schwarzwaldstraße |       | S     |       | Brombach-Hauingen | Steinen ou Schopfheim |
| Bâle Badoise  | Lörrach-Schwarzwaldstraße |       | S     |       | Brombach-Hauingen | Zell im Wiesental     |